# Initiative mondiale Borlaug contre la rouille
L’Initiative mondiale Borlaug contre la rouille (BGRI, Borlaug Global Rust Initiative) , anciennement Global Rust Initiative (Initiative mondiale contre la rouille),  a été fondée en réponse aux recommandations d'un comité d'experts internationaux qui s'est réuni pour envisager une réponse à la menace que représente pour l'approvisionnement alimentaire mondial la souche Ug99  de  la rouille noire du blé,. La BGRI a été renommée « Initiative mondiale Borlaug contre la rouille » en l'honneur de Norman Borlaug, pionnier de la Révolution verte et lauréat du Prix Nobel de la paix, qui a été la cheville ouvrière de l'Initiative mondiale contre la rouille,.
Le BGRI a pour objectif primordial de réduire méthodiquement la vulnérabilité mondiale aux rouilles du blé (rouille noire, rouille jaune et rouille brune) et de préconiser et faciliter l'évolution d'un système international durable pour contenir la menace des rouilles du blé et poursuivre les améliorations nécessaires de la productivité pour résister aux futures menaces mondiales sur le blé.

## Comité exécutif
- Présidente : Jeanie Borlaug Laube

### Membres permanents
- Ronnie Coffman (université Cornell), vice-président du BGRI,
- Martin Kropf, directeur général, Centre international d'amélioration du maïs et du blé (CIMMYT),
- Trilochan Mohapatra, directeur général, Conseil indien de la recherche agronomique,
- Mahmoud Solh, directeur général, Centre international de recherche agricole dans les zones arides (ICARDA),
- Clayton Campanhola, directeur de la Division des systèmes de soutien agricole (FAO).

### Membres tournants
- John Manners, directeur, CSIRO Agriculture
- David Wall, Acting Director Research, Development and Technology, Agriculture et Agroalimentaire Canada,
- Huajin Tang, VP pour la collaboration internationale, Académie chinoise des sciences agricoles,
- Lene Lange, directeur de la recherche, université d'Aalborg (Danemark),
- Fentahun Mengistu, directeur général, Institut éthiopien de recherche agronomique,
- Abd El Moneam El Banna, président, Centre égyptien de recherche agronomique,
- Eskander Zand, sous-ministre et chef, Organisation de recherche, d'enseignement et de vulgarisation agricoles (Iran),
- Eliud Kireger, directeur général, Organisation kényane de recherche sur l'agriculture et l'élevage,
- Masum Burak, directeur général de la Direction générale de la recherche agronomique, (Turquie),
- Iftikhar Ahmad, président, Pakistan Agricultural Research Council
- Jose Costa, administrateur adjoint, Production et protection des cultures, USDA-ARS,
- Alvaro Roel, président, INIA (Uruguay).